# Fricativa retroflessa sorda
La fricativa retroflessa sorda è una consonante, rappresentata con il simbolo [ʂ] nell'alfabeto fonetico internazionale (IPA).

## Caratteristiche
La consonante [ʂ] presenta le seguenti caratteristiche:
- il suo modo di articolazione è fricativo, perché il suono è prodotto facendo sibilare l'aria fra la lingua e il palato senza che i due organi provochino un'occlusione o si tocchino.
- il suo luogo di articolazione è retroflesso (o cacuminale) poiché la punta della lingua è arricciata all'indietro, posteriormente a una normale alveolare;
- è una consonante sorda, in quanto questo suono è prodotto solo dal sibilare dell'aria e non dalle corde vocali;
- è una consonante centrale poiché l'aria fuoriesce centralmente e non ai lati;
- è una consonante polmonare perché interessata da emissione di aria.

## Nelle lingue
In italiano standard tale fono non è presente, anche se si può reperire [ʂ] in alcuni italiani regionali.
Il suono [ʂ] è presente principalmente  nelle seguenti lingue:
- In lingua abcasa, come in амш [amʂ] 'giorno'.
- In lingua mandarina come in  石/shí [ʂɨ̌] 'pietra'.
- In lingua faroese, come in fýrs [fʊʂ] 'ottanta'.
- In lingua malayalam come in കഷ്ടി [kaʂʈi] 'scarso'.
- In lingua norvegese, come in forsamling [fɔʂɑmːlɪŋ] 'adunanza'.
- Nel dialetto pashto del sud, come in  ښودل [ʂodəl] 'mostrare'.
- In lingua polacca, come in szum [ʂum] 'frusciare'.
- In lingua russa, dove è una variante libera di /ʃ/, come in шут [ʂut] 'sciocco'.
- in lingua siciliana, come in strata [ˈʂːaːta] 'strada'.
- In lingua slovacca, come in šatka [ˈʂatka].
- In lingua svedese, come in fors [fɔʂ] 'rapide'.
- In lingua telugu, come in  అభిలాషి [ʌbʱilaːʂi] 'persona che desidera'.
- In lingua toda, come in [pɔʂ] 'nome di un gruppo'.
- In lingua torwali, come in [ʂeʂ] 'cavo sottile'.
- In lingua ubykh, come in [ʂa] 'testa'.
- Nei dialetti  vietnamiti del sud, come in sữa [ʂɨə˧ˀ˥] 'latte'.
- In lingua yi, come in  ꏂ/shy [ʂɿ˧] 'oro'.
- In lingua zapoteca di Tilquiapan, dove è un allofono di /ʃ/ prima di [a] e [u].